# Rafael Malpartida Tirado
Rafael Malpartida Tirado (n. 1975) es crítico literario y profesor titular de Literatura y cine de la Universidad de Málaga. 

## Biografía
Licenciado en Filología Hispánica por la Universidad de Málaga en 1998, es doctor en Literatura por la misma universidad desde 2003 con la tesis Los diálogos de Antonio de Torquemada como realización genérica. Edición crítica de los coloquios satíricos, dirigida por Asunción Rallo Gruss. 

## Trayectoria
Profesor Titular de la Universidad de Málaga desde 2011,  coordinó diferentes programas universitarios. Director de la revista de la Universidad de Málaga Trasvases entre literatura y cine  y dirige, junto a Manuel España Arjona, las Jornadas de Literatura y Cine de la Universidad de Málaga, que se celebran anualmente desde 2010. 
Entre sus intereses figuran las relaciones entre la literatura (y otros ámbitos humanísticos) y el cine o la escritura del diario íntimo o literario. 
Ha llevado a las prensas, entre otras, las ediciones de Juan de Molina (Argumento de vida, 2005), Pedro Mejía (Diálogos, 2006, junto a Isaías Lerner), Antonio de Torquemada (Coloquios satíricos, 2011) y Ángel Valbuena Prat (En el horizonte crítico del 27. Ensayos rescatados, 2011, junto a David González Ramírez). 

## Obras
- Diálogos entre la literatura española áurea, el cine y la ficción televisiva: Nuevas perspectivas de estudio en la era digital. Peter Lang UK, 2023. ISBN 9781800797574.
- Literatura, "pop-rock" y cine: un diálogo intermedial, Carlos Gerald Pranger, Rafael Malpartida Tirado. Renacimiento, 2023. ISBN 9788419617866.
- Una nueva mirada entre la literatura y el cine: el legado de Juan Luis Alborg. Libros Pórtico, 2022. ISBN 978-84-7956-214-4.
- La escritura del diario. Aspectos literarios, culturales y educativos. Rafael Malpartida Tirado (coord). Granada, Comares, 2021. ISBN 978-84-1369-265-4. [8]
- Espectros de cine en Japón: entre la literatura, la leyenda y las nuevas tecnologías. Gijón : Satori, 2014. ISBN 978-84-942390-0-7.
- Coloquios satíricos. Antonio de Torquemada, Rafael Malpartida Tirado. Universidad de Málaga (UMA), 2011. ISBN 978-84-95073-67-9.
- Varia lección de plática áurea: un estudio sobre el diálogo renacentista español. Universidad de Málaga (UMA), 2005. ISBN 84-95073-42-0.
- Aprendices, escépticos y curiosos en el Renacimiento español: los diálogos de Antonio de Torquemada. Universidad de Málaga (UMA), 2004. ISBN 978-84-9747-045-2.
- El Renacimiento español. Aubrey F.G. Bell, Rafael Malpartida Tirado. Universidad de Málaga (UMA), 2004. ISBN 84-9747-018-4.